# بریمفیلد (ایندیانا)
بریمفیلد (به انگلیسی: Brimfield) یک منطقهٔ مسکونی در ایالات متحده آمریکا است که در شهرستان نوبل، ایندیانا واقع شده‌است. بریمفیلد ۲۹۰ متر بالاتر از سطح دریا واقع شده‌است.